# La gran ocasión
La gran ocasión va ser un programa emès per Televisió Espanyola entre 1972 i 1974, presentat pel locutor Miguel de los Santos.

## Format
EEn tradició de programes anteriors com Salto a la fama, i que després continuarien clàssics com Gente joven o més recentment Operación Triunfo, es tractava d'un concurs de descobriment de joves talents per al món de la cançó. L'espai alternava les actuacions dels aspirants a estrella amb la presència de cantants consagrats, com Nino Bravo, Massiel, Víctor Manuel, Rocío Jurado, Mari Trini, Chavela Vargas, Juan Pardo, Carmen Sevilla o Mocedades així com l'humor de Tony Leblanc.
Entre els artistes que major projecció posterior van tenir en la seva posterior carrera artística, s'inclouen Isabel Pantoja i Sergio de Salas o el grup Vino Tinto.
El programa va suposar el debut en televisió com a hostessa de la presentadora Marisa Abad, en la segona temporada (1973-1974).
En 1972, la seva primera edició, va resultar vencedor Ricardo Jiménez, un cantant de Pontevedra establert a Madrid que posteriorment es va dedicar a la sarsuela i a l'òpera.